# Eva Smolková Keulemansová
Eva Smolková-Keulemansová, rozená Weilová, (27. dubna 1927, Praha – 27. února 2024, Praha) byla emeritní profesorka Přírodovědecké fakulty UK v Praze. Od 50. let 20. století byla průkopnicí metody plynové chromatografie, jednou z předních odborníků v tomto oboru, a byla nazývána „první dámou chromatografie“. Vybudovala tým zaměřený na moderní analytické separační metody. Stala se první profesorkou chemie v Československu a jednou z prvních v Evropě. V mládí v letech 1943 až 1945 v důsledku svého židovského původu prošla koncentračními tábory.

## Život

### Mládí – život před 2. světovou válkou a za ní
Narodila se 27. dubna 1927 v Praze do židovské rodiny. Jako jedináček s rodiči Alicí a Oskarem prožila normální dětství v Československu. To se však zásadně změnilo za druhé světové války. V důsledku protižidovských opatření byla vystavena diskriminacím a 6. března 1943 byla Eva s rodiči transportována do terezínského ghetta, následně prošla koncentračními tábory Osvětim, Neungamme a Bergen-Belsen, kde se v dubnu 1945 dočkala osvobození. Vzhledem k těžkému zdravotnímu stavu s několika infekčními chorobami musela absolvovat zotavovací pobyt Červeného kříže ve Švédsku. Do Prahy se vrátila v listopadu 1945.

### Studium a zaměření odborné činnosti
Dokončila středoškolská studia, vystudovala chemii na Přírodovědecké fakultě Univerzity Karlovy a po absolutoriu v roce 1952 zde začala svou vědeckou a pedagogickou dráhu v oboru analytické chemie. Zpočátku se věnovala polarografii, setkala se s významnými osobnostmi, profesory Oldřichem Tomíčkem a Jaroslavem Heyrovským. Brzy však její zájem získala tehdy zcela nová metoda – plynová chromatografie.

### Rodinný život
Byla třikrát vdaná. Jejím prvním manželem a otcem dcery Evy byl fyzik František Vicena, který po pěti letech manželství v roce 1955 zemřel. V roce 1958 se vdala za kolegu Josefa Smolku, s ním měla syna Jášu, následně se s ním však rozvedla. Třetím manželem se stal profesor Technické univerzity Eindhoven z Nizozemí Aloysius (Lou) Ignatius Maria Keulemans (1908–1977), se kterým žila v Československu a který měl podle jejích slov již od počátku její profesní dráhy velký vliv na její vědecký i osobní život.

## Profesní působení, odborná, publikační a pedagogická činnost
Na počátku 50. let 20. století vybudovala tým zaměřený na moderní analytické separační metody, jako je plynová chromatografie, vysokoúčinná kapalinová chromatografie a elektromigrace. Podílela se na vývoji teplotního vodivostního detektoru, který byl později hromadně zaváděn a stal se součástí komerčních přístrojů. Kvůli její inovaci a oddanosti této oblasti jí začali nazývat „první dámou chromatografie“.
Stala se jednou z předních odbornic v oboru chromatografie. Byla první profesorkou i doktorkou věd v oboru analytické chemie v Československu a jednou z prvních v Evropě. Na počátku 70. let s týmem na katedře analytické chemie Přírodovědecké fakulty Univerzity Karlovy, kde po celou svoji profesní dráhu působila, světově prioritně zavedla použití cyklodextrinů v separačních metodách – plynové chromatografii a kapilární izotachoforéze. Její výzkum cyklodextrinů začal brzy poté, co se zaměřila na plynovou chromatografii, vysokoúčinnou kapalinovou chromatografii a elektromigraci.
Je autorkou nebo spoluautorkou 140 původních článků a četných recenzí a přispěla do mnoha knih, včetně práce v Journal of High-Resolution Chromatography „Několik milníků na cestě chromatografie“ a článku v časopise Chromatographia „Studie retence izomerních aromatických uhlovodíků na GTCB a cyklodextrinech“.

## Ocenění
- Cvětova medaile chromatografie u příležitosti 100. výročí vynálezu chromatografie – 2003
- Hanušova medaile ČSCh – 1996
- Medaile PřF UK
- Cvětova-Nernstova cena – 2021[6][7]

Cvětova-Nernstova cena (Nernst-Tswett award) je udělována Evropskou společností pro separační vědy (European Society for Separation Science, EuSSS) od roku 2010 za vynikající příspěvky k rozvoji separačních metod a též za přínos k mezinárodní spolupráci v Evropě na ose východ-západ. Profesorce Smolkové byla předána 25. června 2021 v Praze na slavnostním semináři na její alma mater, a to za
- vynikající příspěvek k rozvoji nových chromatografických a elektromigračních metod a za jejich využití pro vysoce účinné separace a vysoce citlivé analýzy chirálních i nechirálních sloučenin s využitím cyklodextrinů jako stereoselektorů,
- mimořádný přínos k mezinárodní evropské spolupráci ve směru východ-západ a západ-východ v době, kdy tyto části Evropy byly odděleny železnou oponou.[6][7]

(Mj., v roce 1968 se prof. Smolková se svým tehdejším manželem prof. Keulemansem zasloužila o uzavření dohody o mezinárodní vědecké výměně „Scientific Exchange Agreement“ (SEA), která následně umožnila spolupráci a výměnné studijní pobyty vědců a studentů mezi „východem“ a „západem“ i v sedmdesátých a osmdesátých letech 20. století.)